# Frédérique Matla
Frédérique Matla (Huizen, 28 december 1996) is een Nederlands hockeyster die als aanvaller speelt bij 's-Hertogenbosch in de Hoofdklasse Dames. Ze speelt sinds 2017 ook voor het Nederlands elftal.
Matla begon met hockeyen bij HOD in Valkenswaard en stapte in de jeugd over naar hockeyclub 's-Hertogenbosch. Ze debuteerde in het seizoen 2012-13 in de hoofdmacht en veroverde tot dusverre zeven landstitels, zes Europese titels en één Gold Cup (nationale beker) met de Bossche formatie. Haar eerste doelpunt voor de club maakte ze op 10 maart 2013, in de competitiewedstrijd tegen Pinoké (5-1 zege). Acht jaar later, op 19 maart 2021, bereikte ze de grens van honderd officiële doelpunten voor Den Bosch, dankzij twee treffers in de thuiswedstrijd tegen Pinoké (6-0).
Matla doorliep alle jeugdelftallen van de Nederlandse nationale ploeg. In 2016 won ze zilver op het wereldkampioenschap voor junioren met het Nederlands team en werd ze tevens topscorer van het toernooi. Matla maakte in juni 2017 haar debuut in het Nederlands vrouwenhockeyteam. Twee maanden later werd ze met de selectie Europees kampioen en later dat jaar werd ook de Hockey World League met goud afgesloten. In 2018 werd ook de wereldtitel behaald. Ze staat na 104 interlands op 75 doelpunten (peildatum 17 juli 2022). Daarmee bezet ze de tiende plaats van de topscorerslijst aller tijden van de Oranje hockeyvrouwen.
Matla werd in 2019 genomineerd voor de FIH Player of the Year Award én Rising Talent. In 2021 werd ze opnieuw genomineerd voor de titel Wereldhockeyster van het Jaar. Ze was in het seizoen 2020-21 goed voor liefst 59 doelpunten: 38 in dienst van Den Bosch waarmee ze de EHL won en landskampioen werd, en 21 namens Oranje. Een seizoen later verbeterde ze die prestatie door 64 keer te scoren (53 keer voor Den Bosch en 11 keer voor Oranje.)
In 2014 nam Matla deel aan de Olympische Jeugdzomerspelen, waar ze met het Nederlands jeugdteam een zilveren medaille behaalde. In 2021 nam ze deel aan de Olympische Zomerspelen van Tokio, waar ze olympisch kampioen werd. Tevens werd ze de topscorer van het toernooi met negen doelpunten. Ze scoorde in elk duel, behalve de finale. Een paar weken eerder, in juni van 2021, won Matla met Oranje ook al het EK in Amstelveen. Ook bij dat toernooi werd ze topscorer (acht goals in vijf duels).

## Erelijst (team + individueel)
- 2013 -  Winnaar Euro Hockey Club Cup (EHCC) met Den Bosch
- 2014 -  Landskampioen met Den Bosch
- 2015 -  Landskampioen met Den Bosch
- 2016 -  Winnaar Euro Hockey Club Cup (EHCC) met Den Bosch
- 2016 -  Landskampioen met Den Bosch
- 2016 -  Jeugd wereldkampioenschap in Chili
- 2016 - Topscorer Jeugd WK in Chili (12 doelpunten)
- 2017 -  Winnaar Euro Hockey Club Cup (EHCC) met Den Bosch
- 2017 -  Landskampioen met Den Bosch
- 2017 -  Europees kampioenschap in Amstelveen
- 2017 -  Hockey World League in Auckland
- 2018 -  Landskampioen met Den Bosch
- 2018 -  Winnaar Euro Hockey Club Cup (EHCC) met Den Bosch
- 2018 -  Wereldkampioenschap in Londen
- 2019 - Beste speelster van de Livera Hoofdklasse Dames
- 2019 - (Gedeeld) topscorer van de Euro Hockey Club Cup (EHCC) in 2019 (3 doelpunten)
- 2019 -  Hockey Pro League 2019
- 2019 - Beste speelster van de FIH Pro League
- 2019 -  Europees kampioenschap in Antwerpen
- 2020 - Topscorer van de Hoofdklasse Dames 2019-20 (25 doelpunten)
- 2021 -  Winnaar EuroHockey League (EHL) met Den Bosch
- 2021 - Topscorer van de EuroHockey League (EHL) in 2020-2021 (4 doelpunten)
- 2021 -  Landskampioen met Den Bosch
- 2021 - Topscorer van de Hoofdklasse Dames 2020-21 (24 doelpunten)
- 2021 -  Hockey Pro League 2020-21
- 2021 -  Europees kampioenschap in Amstelveen
- 2021 - Topscorer van het EK 2021 in Amstelveen (8 doelpunten)
- 2021 -  Olympische Spelen 2020 in Tokio
- 2021 - Topscorer van het olympische vrouwentoernooi in Tokio (9 doelpunten)
- 2022 -  Winnaar Gold Cup met Den Bosch
- 2022 - Topscorer van het bekertoernooi om de Gold Cup 2021-2022 (7 doelpunten)
- 2022 - Topscorer van de EuroHockey League (EHL) in 2021-2022 (8 doelpunten)
- 2022 - Topscorer van de Hoofdklasse Dames 2021-22 (35 doelpunten)
- 2022 -  Landskampioen met Den Bosch
- 2022 -  Werelkampioenschap in Amstelveen en Terrassa
- 2023 -  Winnaar EuroHockey League (EHL) met Den Bosch
- 2023 -  Hockey Pro League 2022/23
- 2023 -  Europees Kampioenschap in Möchengladbach
- 2024 -  Landskampioen met Den Bosch
- 2024 -   Olympische spelen 2024 in Parijs
- 2025 -  Winnaar EuroHockey League (EHL) met Den Bosch

## Trivia
- Matla bleef in haar eerste 46 interlands ongeslagen (W43 G3). Op 2 februari 2019 verloor ze met Oranje in de Pro League van Australië (1-0).
- Oranje won 56 van de 58 interlands waarin Matla tot scoren kwam (G2).
- Matla kwam in Oranje tegen negentien van haar twintig tegenstanders tot scoren. Alleen tegen Tsjechië scoorde ze (nog) niet.
- Matla won alle toernooien/competities waaraan ze meedeed met Oranje: drie EK's, twee WK's, één Olympische Spelen, één Hockey World League en twee keer de FIH Pro League.
- Matla kwam in het seizoen 2020-21 tot 59 officiële doelpunten: 38 voor Den Bosch en 21 namens Oranje. Dat betekende een nieuw persoonlijk record.
- Matla werd in 2019 en 2021 genomineerd voor de FIH Player of the Year Award en in 2019 ook voor de FIH Rising Star Award.
- Tussen 30 mei 2021 en 4 augustus 2021 kwam Matla in dertien opeenvolgende interlands tot scoren (achttien goals), een nieuw Oranje-record. Het oude record van 12 interlands op rij met minstens één goal stond op naam van Lisanne Lejeune.
- Tijdens het EK 2021 in Amstelveen liet Matla haar eerste hattrick in Oranje noteren: drie goals in de groepswedstrijd tegen Spanje (7-1 zege). Op 19 juni 2022 volgde haar tweede hattrick: in de Pro League-wedstrijd tegen China in Rotterdam (6-0).
- Matla scoorde op de Spelen van 2021 in Tokio in haar eerste zeven (van acht) wedstrijden, een nieuw olympisch record.
- Sinds haar interlanddebuut in juni 2017 maakte niemand in het internationale vrouwenhockey meer interlanddoelpunten dan Matla (75).
- Matla veroverde tot nu toe drie topscorerstitels als international: tijdens het jeugd WK van 2016, het EK 2021 en de Spelen van 2021.
- Matla was in 2021 de meest scorende international in het vrouwenhockey: negentien goals in zestien interlands.
- In het seizoen 2021-2022 bereikte Matla voor het eerst de grens van vijftig officiële doelpunten voor Den Bosch in één seizoen.
- Tijdens de EHL van seizoen 2021-2022 passeerde Matla haar ploeggenote en voormalige oppas Lidewij Welten op de topscorerslijst aller tijden van Den Bosch. Dat gebeurde in het duel met Pegasus (9-0), waarin Matla vijf keer scoorde. Matla steeg naar de vijfde plaats, achter Maartje Paumen, Mijntje Donners, Ageeth Boomgaardt en Vera Vorstenbosch.
- Matla verbeterde in het seizoen 2021-22 haar persoonlijk record van 59 officiële doelpunten voor club en land: ze kwam uit op 64 goals: 53 voor Den Bosch en 11 namens Oranje.

1: Anne Veenendaal (GK) ·
3: Sanne Koolen ·
4: Freeke Moes ·
6: Laurien Leurink ·
7: Xan de Waard (C) ·
8: Marloes Keetels (C) ·
10: Felice Albers ·
11: Maria Verschoor ·
12: Lidewij Welten ·
15: Frédérique Matla ·
18: Pien Sanders (C) · 20: Laura Nunnink · 22: Josine Koning (GK) · 23: Margot van Geffen · 24: Eva de Goede · 26: Joosje Burg (R) · 27: Renée van Laarhoven · 31: Sabine Plönissen · 33: Yibbi Jansen · 38: Lisa Post (R) · Coach: Jamilon Mülders
Felice Albers · 
Margot van Geffen ·  
Eva de Goede · 
Marloes Keetels · 
Josine Koning · 
Sanne Koolen · 
Laurien Leurink · 
Caia van Maasakker · 
Frédérique Matla ·  
Laura Nunnink · 
Malou Pheninckx · 
Pien Sanders ·  
Lauren Stam · 
Maria Verschoor · 
Xan de Waard · 
Lidewij Welten · 
Coach: Alyson Annan
1: Anne Veenendaal (GK) ·
3: Sanne Koolen ·
5: Malou Pheninckx ·
6: Laurien Leurink ·
8: Marloes Keetels ·
11: Maria Verschoor ·
13: Caia van Maasakker ·
15: Frédérique Matla ·
18: Pien Sanders ·
20: Laura Nunnink ·
21: Lauren Stam · 22: Josine Koning (GK) · 23: Margot van Geffen · 24: Eva de Goede (C) · 29: Stella van Gils · 33: Ilse Kappelle · 34: Pien Dicke · 35: Felice Albers · Coach: Alyson Annan
1: Anne Veenendaal (GK) ·
3: Sanne Koolen ·
5: Malou Pheninckx ·
6: Laurien Leurink ·
7: Xan de Waard ·
8: Marloes Keetels ·
10: Kelly Jonker ·
11: Maria Verschoor ·
12: Lidewij Welten ·
13: Caia van Maasakker ·
15: Frédérique Matla · 17: Ireen van den Assem · 19: Marijn Veen · 20: Laura Nunnink · 21: Lauren Stam · 22: Josine Koning (GK) · 23: Margot van Geffen · 24: Eva de Goede (C) · Coach: Alyson Annan
1: Anne Veenendaal (GK) ·
3: Sanne Koolen ·
4: Kitty van Male ·
5: Malou Pheninckx ·
6: Laurien Leurink ·
7: Xan de Waard ·
8: Marloes Keetels ·
9: Carlien Dirkse van den Heuvel (C) ·
10: Kelly Jonker ·
12: Lidewij Welten ·
13: Caia van Maasakker · 15: Frédérique Matla · 17: Ireen van den Assem · 20: Laura Nunnink · 21: Lauren Stam · 22: Josine Koning (GK) · 23: Margot van Geffen · 24: Eva de Goede · Coach: Alyson Annan
1: Anne Veenendaal (GK) ·
4: Kitty van Male ·
5: Malou Pheninckx ·
6: Laurien Leurink ·
7: Xan de Waard ·
8: Marloes Keetels (C) ·
9: Carlien Dirkse van den Heuvel ·
10: Kelly Jonker ·
11: Maria Verschoor ·
12: Lidewij Welten ·
13: Caia van Maasakker · 15: Frédérique Matla · 17: Ireen van den Assem · 18: Pien Sanders · 20: Laura Nunnink · 21: Lauren Stam · 22: Josine Koning (GK) · 23: Margot van Geffen · Coach: Alyson Annan